# Марьино (Липецкий район)
Марьино — упразднённая деревня в Липецком районе Липецкой области. На момент упразднения входила в состав Ивовского сельского совета. Исключена из учётных данных в 2001 г.

## География
Деревня располагалась у одной из вершин балки Лубна, у восточной окраины заповедника Галичья гора, на расстоянии примерно 29 километра (по прямой) к северо-западу от города Липецка.

## История
В 1796 году в селе проживала помещица с крестьянами:
- вдова графиня Анна Головина - 28.
В 1850 году в селе имели поместья:
- поручик Семен Иванович Кожин, дворовых - 26 душ, крестьян - 177 души (Андросовы, Двуголовый, Ефремовы, Карабейниковы, Корвяковы, Курбатовы, Мисоедовы, Наумовы, Родионовы, Саввины, Саповой, Смыткины, Тарасовы, Тюрины, Ширкажуповы).
| №    | Название          | Тип       | Положение                       | Уезд / Стан        | Местность                                                                       | От уезд. города | От станов. кварт. | Дворов | Мужчин | Женщин |
| ---- | ----------------- | --------- | ------------------------------- | ------------------ | ------------------------------------------------------------------------------- | --------------- | ----------------- | ------ | ------ | ------ |
| 1314 | Марьино (Марьина) | хутор вл. | при вершине Мокром Ляде и пруде | Задонский уезд / 1 | По левую сторону транспортного тракта из г. Задонска на г. Лебедянь (Тамб.губ.) | 35              | 12                | 22     | 106    | 106    |

Деревня упразднена постановлением главы администрации Липецкой области от 09 июля 2001 года № 110.